# Гёрке, Наташа
Наташа Гёрке (пол. Natasza Goerke, род. 13 марта 1960, Познань) — польский прозаик, эссеист и обозревательница, наиболее прославилась своими гротескными и сюрреалистическими рассказами, известными своим чёрным юмором. Она написала книги Fractale (1994), Księga pasztetów (1997), Pożegnania plazmy (1999), 47 na odlew (2002) и Tam (2017). В 2003 году она была номинирована на премию Нике за свою книгу «47 na odlew» (2002). В 2005 году один из рассказов Гёрке вошёл в сборник «Раненые. Семь историй о СПИДе» (пол. Trafieni. Siedem opowiań o AIDS) — первую польскую антологию, посвящённую этой теме.